# كأس ويلز 2016–17
كأس ويلز 2016–17 (بالإنجليزية: 2016–17 Welsh Cup)‏ هو الموسم 130 من كأس ويلز. أقيم خلال الفترة 19 أغسطس 2016 وحتى 30 أبريل 2017، وكان عدد الأندية المشاركة فيه 193، وفاز فيه نادي بالا تاون.